# 郭東
郭東（1523年—？），字仁府，號春吾，山西澤州高平縣人，民籍，明朝政治人物。

## 生平
嘉靖二十五年（1546年）丙午科山西鄉試第二十名舉人。嘉靖三十五年（1556年）中式丙辰科會試第一百二十名，三甲第一百七十四名進士。兵部观政，授浙江嘉兴县知县，四十二年復除河南嵩县，四十三年升任刑部主事，以親老不能抵任，隆慶元年（1567年）上疏請求去官終養，家居十八年。後來歴官尚宝司丞，万历十五年三月升光禄寺少卿，十六年六月升顺天府府丞，十七年二月升南京太仆寺卿，八月升南京太常寺卿，十九年三月以年老致仕。万历三十四年正月賜祭一坛减半造葬。

## 家族
曾祖郭宗，知縣；祖父郭峻；父郭紹芳，母申氏。